# فرانز باردون

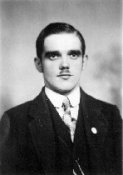
فرانز باردون در دوره جوانی

فرانز باردون (به چکی: František Bardon) (۱ دسامبر ۱۹۰۹ – ۱۰ ژوئیه ۱۹۵۸) هم دانش‌آموز و هم آموزگار علوم خفیه بود. او در در اوپاوا در جمهوری چک امروزی زاده شد.
در دوران جنگ جهانی دوم باردون در اردوگاه اسراء به خاطر عدم شرکت در گروه جادویی نازی‌ها زندانی بود.باردو توسط سربازان روسیه که به اردوگاه هجوم برده بودند آزاد شد.باردون فعالیت‌های علوم خفیه خود را تا پایان سال ۱۹۵۸ تا زمان دستگیری و زندانی شدن در برنو چک اسلواکی ادامه داد و در همان سال درگذشت.
او بیشتر به خاطر نوشتن ۳ کتاب معروف در حوزه علوم خفیه معروف است.این کتاب‌ها شامل شروع علوم خفیه، تمریناتی برای احضارهای جادویی و کلیدی برای کابالای واقعی معروف است.
همچنین کتاب چهارمی به نام فراباتوی جادوگرهم به‌طور اشتباه به او نسبت داده شده‌است که نویسنده آن اوتی وتاواوا منشی باردون می‌باشد.این کتاب یک زندگی‌نامه خودنوشت از باردون می‌باشد.در حالی که عناصر داستان واقعی به نظر می‌رسند، این کتاب یک رمان علوم خفیه می‌باشد که با افکار وتاواوا تزئین شده‌است.
همچنین او کتابی با نام کتاب طلایی حکمت دارد که تنها چند صفحه از آن نگارش یافت و به‌طور کامل نوشته نشد.
همچنین کتاب هایی توسط شاگردان او و همچنین سایر افرادی که در علوم غریبه تبحر دارند در جهت شفاف سازی و فهم بهتر آموزش های فرانز باردون نوشته شده است.از جمله کتاب A Bardon Companion Book که توسط Clark Rawn نوشته شده. است.
آثار باردون به خاطر سادگی، بسیار ارزشمند هستند.همچنین به خاطر کوتاهی و ساده بودن قسمت‌های تئوری آثار او و تمرینات متعدد و سنگین، خیلی‌ها سیستم باردون را بهترین سیستم جادویی قرن ۲۰ام می‌دانند.